# Центрифуга (группа)
«Центрифуга» — московская литературная группа, возникшая в 1913 году.
Футуристическая группа «Центрифуга» образовалась в 1913 году. Основными её участниками стали С. Бобров, Б. Пастернак и Н. Асеев. Ранее поэты были связаны с издательством «Лирика». Особенностью теории участников «Центрифуги» стало то, что при создании лирического произведения центром внимания становилось не само слово, а интонационно-ритмические и синтаксические структуры. «Центрифуга» просуществовала до конца 1917 года и стала самым длительным по времени объединением футуризма. Также с этим объединением были связаны такие имена как Г. Петников, Божидар (Б. Гордеев), И. Аксёнов и другие.
Книги под маркой «Центрифуги» продолжали выходить до 1922 года.